# Ernő Goldfinger
Ernő Goldfinger (* 11. November 1902 in Budapest, Österreich-Ungarn; † 15. November 1987 in London) war ein ungarisch-britischer Architekt und gehörte zu den wichtigsten Vertretern der modernen Architektur im Vereinigten Königreich. Goldfinger bekannte sich zu den klaren Formen seiner Architektur, die sehr oft rational ausgerichtet waren.

## Leben

### Ausbildung und erste architektonische Arbeiten
Goldfinger wurde in Budapest in einer jüdischen Familie geboren. Seine Eltern waren im Forstbetrieb tätig. Ursprünglich wollte er Ingenieur werden. Die ersten acht Jahre verbrachte er im Wechsel in Szászrégen in den Karpaten und in den österreichischen Alpen sowie in Istrien an der Adria. Von 1912 bis 1919 besuchte er das Gymnasium in Budapest und wechselte die Schule zunächst nach Wien und später nach Gstaad. Sein Interesse für die Architektur kam mit dem dreibändigen Werk über englische Baukunst Das englische Haus des deutschen Architekten Hermann Muthesius auf, der Mitbegründer des Deutschen Werkbundes war. Nach Ende der österreichisch-ungarischen Monarchie zog er 1920 nach Paris. Dort studierte er ab 1923 an der École des Beaux-Arts im Atelier von Léon Jaussely und lernte einflussreiche Architekten wie Adolf Loos, Auguste Perret, Ludwig Mies van der Rohe und Le Corbusier kennen. In dieser Zeit schloss er Freundschaft mit Max Ernst, Lee Miller und Man Ray. 1927 besuchte er London und entwarf dort für die Parfümherstellerin Helena Rubinstein Londons erste Geschäftsräume der Moderne. Noch vor Ende seines Studiums gründete er 1929 eine Bürogemeinschaft und arbeitete zunächst als Innenarchitekt. Stark beeinflusst wurde Goldfinger auch von Corbusiers Werk Vers une architecture und bewunderte sehr dessen Mentor Perret, der als Pionier des Stahlbetonbaus gilt. 1933 war er Sekretär der französischen Delegation des Congrès International d’Architecture Moderne.
Anfang der 1930er Jahre lernte er seine spätere Frau, die Künstlerin Ursula Blackwell, kennen. Sie zogen 1934 gemeinsam nach Highpoint I, wo die ersten von zwei Apartmentblocks in London errichtet wurden. Mit dem Umzug wurde er Mitglied der MARS Group. Vor dem Zweiten Weltkrieg entwarf er mangels Bauaufträge zumeist Inneneinrichtungen, Spielzeug, Messestände, Grafiken und mit dem Künstler Robert Delaunay sogar Filmsets. Sein bedeutendstes Bauwerk in dieser Zeit war ein Reihenhaus mit drei Einheiten in der Willow Road in Hampstead, in dessen mittleres Haus er selbst mit seiner Familie einzog. Dieses Haus, 2 Willow Road, steht heute unter dem Denkmalschutz der gemeinnützigen Organisation The National Trust.

### Bekanntheit des Namens
Nach dem Krieg wurde Goldfinger 1947 beauftragt, neue Büros für die Zeitung Daily Worker und einen Hauptsitz für die Communist Party of Great Britain zu entwerfen. Beide Gebäude sind inzwischen abgerissen worden. Er entwarf auch für das Gesundheitsministerium das Alexander Fleming House in Elephant and Castle im Südosten Londons. In den 1950er Jahren entwarf er im Auftrag der Verwaltungsbehörde London County Council zwei Grundschulen aus vorgefertigten Betonteilen.
Ernő Goldfingers Nachname erlangte durch Ian Flemings achtes Buch Goldfinger der James-Bond-Romanreihe und 1964 durch den gleichnamigen Kinofilm Goldfinger eine besonders große Bekanntheit. Ian Fleming setzte sich damals mit anderen Bürgern gegen den Abriss von viktorianischen Backsteinhäusern in der Willow Road ein, die damit Platz für Goldfingers moderne Wohnhäuser machten. Fleming, der Goldfingers Beton-Architektur nicht mochte, soll sich durch die Wahl des Namens Goldfinger für den Bösewicht seines Romans damit gerächt haben – diese Behauptung wird von der Presse immer wieder aufgestellt. Als der Roman 1959 veröffentlicht wurde, konsultierte Ernő Goldfinger daraufhin seine Anwälte. Es kam zu einem außergerichtlichen Vergleich. Der sah unter anderem vor, dass bei namentlicher Nennung so oft wie möglich der ganze Name des Bösewichts Auric Goldfinger genannt wird. Trotzdem führte die hohe Bekanntheit des Namens und die unweigerliche Assoziation mit der Roman- und Filmvorlage zu Verwechslungen, teilweise auch zum Gespött oder ungläubigen Reaktionen von Menschen, die Ernő Goldfinger nach dem Erscheinen der Werke anriefen. Als gute Seite dieser ungewollten Popularität merkte Ernő Goldfinger gegenüber der Presse an, dass er bei seiner namentlichen Vorstellung nie mehr seinen Namen wiederholen musste.

### Spätere architektonische Arbeiten
In den Jahren 1965 bis 1967 wurde im Auftrag der Verwaltungsbehörde Greater London Council in der Nähe des Blackwall-Tunnels das 27-stöckige Wohnhochhaus Balfron Tower im Stil des Brutalismus nach den Entwürfen Goldfingers errichtet. Das 84 Meter hohe Haus bietet insgesamt 146 Wohnungen. Augenfälligstes Merkmal ist der separierte Turm, der die Aufzuganlage enthält und über sieben Skyways mit dem Hauptbau verbunden ist. Nach einem ähnlichen Prinzip wurde das Wohnhochhaus Trellick Tower  gestaltet, das in den Jahren 1966 bis 1972 erbaut wurde. Es ist mit 31 Stockwerken bzw. 98 Metern sogar etwas höher als der Balfron Tower und galt nach seiner Fertigstellung als eines der schändlichsten Bauwerke Londons. Goldfinger wurde zwar vier Mal für die Royal Gold Medal für Architektur des Royal Institute of British Architects nominiert, erhielt den Preis jedoch nie.
1977 zog sich Goldfinger von der aktiven Tätigkeit als Architekt zurück. Er verstarb wenige Tage nach seinem 85. Geburtstag am 15. November 1987 in seinem Haus in Hampstead und wurde im Golders Green Crematorium eingeäschert, wo sich auch seine Asche befindet. Ernő Goldfinger hatte mit seiner Frau zwei Söhne und eine Tochter.

## Bauwerke

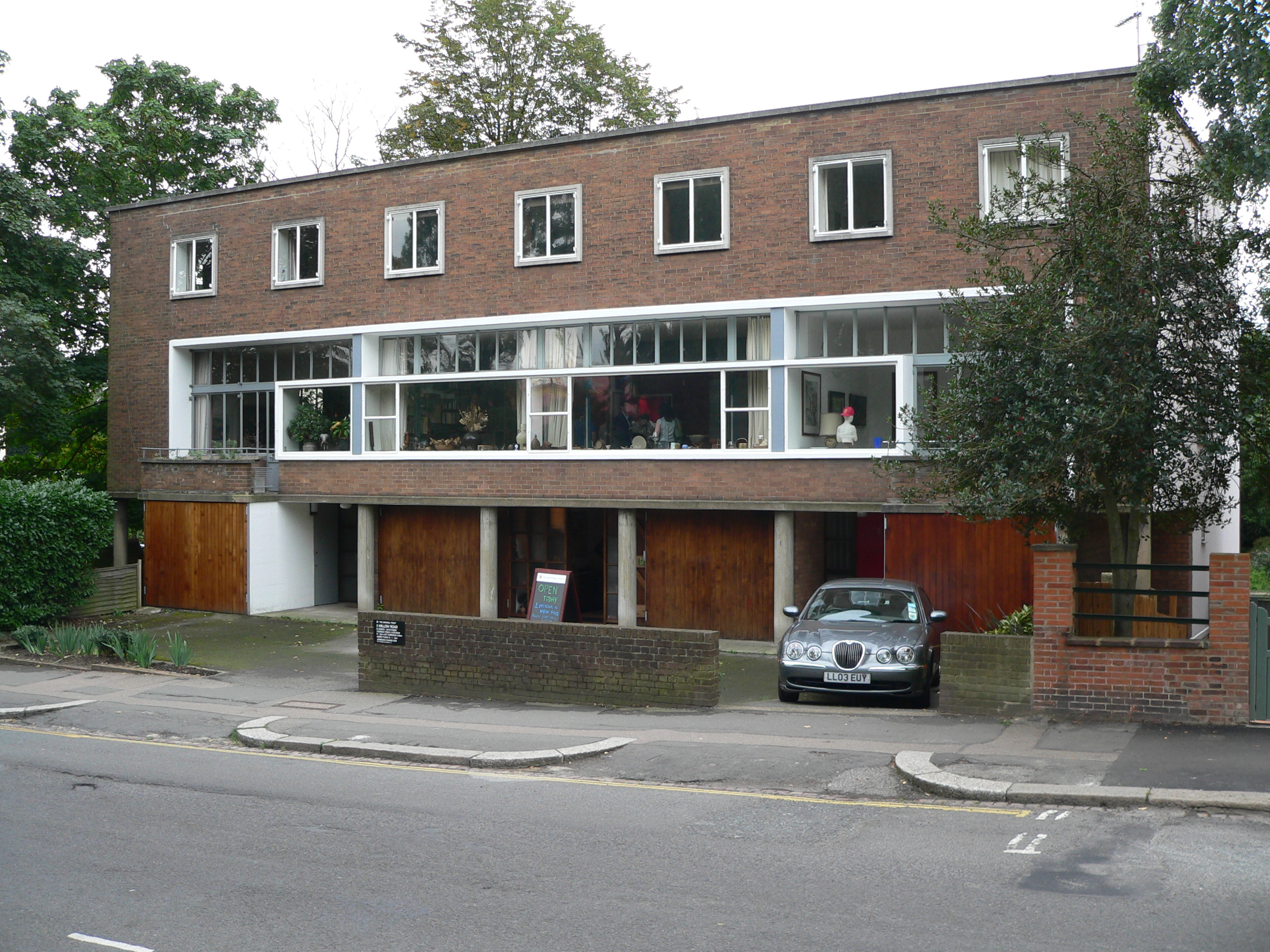
Wohnhaus Goldfinger, 2 Willow Road, Hampstead

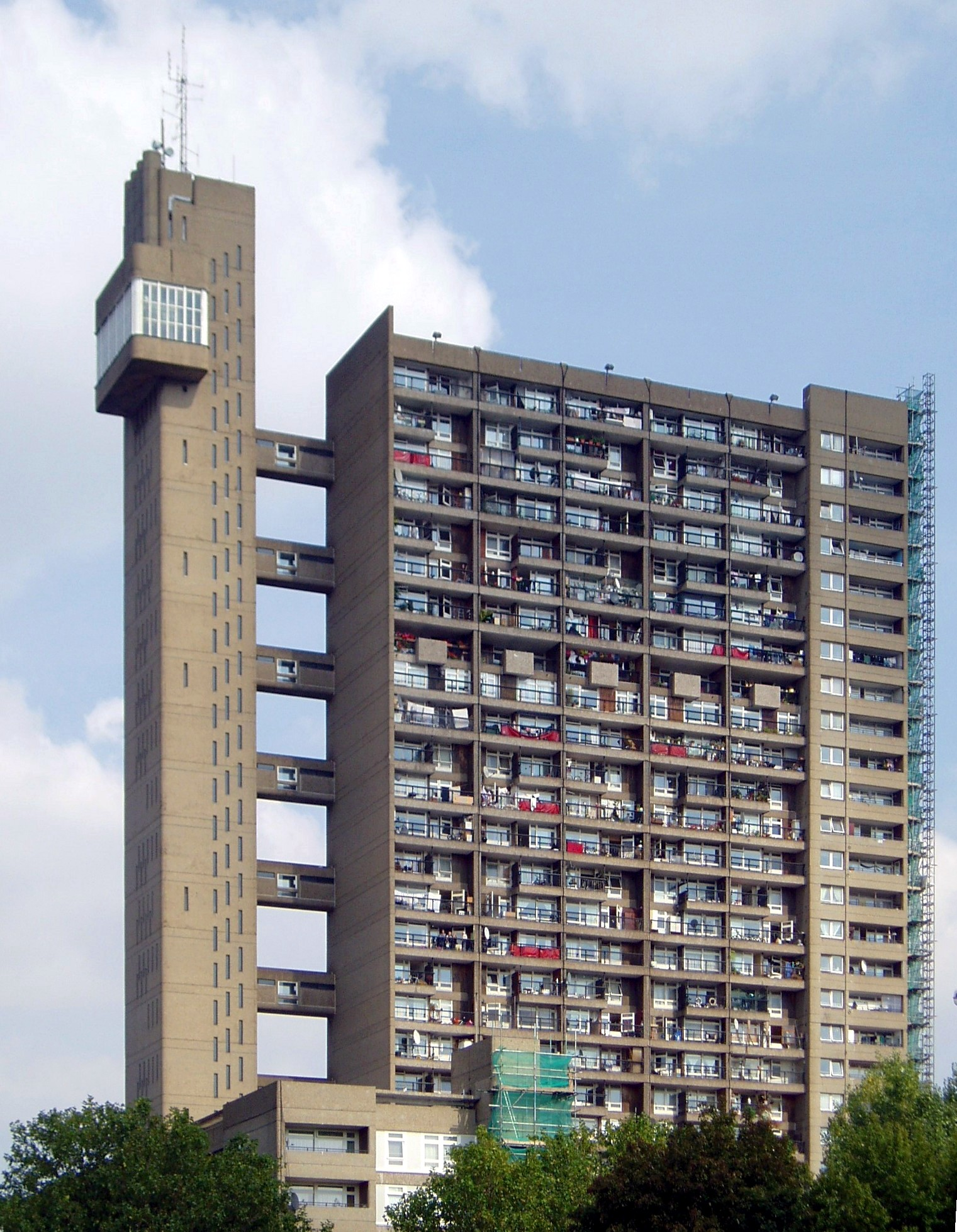
Trellick Tower

- 1938: Weiss shop, 2/2a Golders Green Road in Barnet
- 1938: Wohnhaus Goldfinger 2 Willow Road, Hampstead
- 1950: Greenside School[14]
- 1952: Brandlehow School[15]
- 1954–1956: Appartementhaus 10, Camden Town, Greater London[16]
- 1955: Bürohaus Carr's Papers, Solihull, West Midlands[17]
- 1957: Fulton House auf dem Campus der Swansea University
- 1960–1963: Wohngebäude Metro Central Heights (vormals: Alexander Fleming House) in Southwark
- 1964–1965: Haggerston School in Hackney
- 1965–1967: Balfron Tower im Eastend
- 1967–1970: Carradale House im Eastend[18]
- 1968–1972: Trellick Tower in North Kensington
- 1968–1975: Cheltenham Estate / Edenham Way in North Kensington[19]

## Publikationen
- British Furniture Today, A Tiranti 1951, ISBN 978-0854588992.
- Auguste Perret 1874–1954, 1956.